# Австрия на зимних Олимпийских играх 1980
Австрия принимала участие в Зимних Олимпийских играх 1980 года в Лейк-Плесиде (США) в двенадцатый раз за свою историю, и завоевала две серебряные, три золотые и две бронзовые медали. Сборная страны состояла из 43 человек (33 мужчины, 10 женщин).
| Австрия на олимпиаде 1980 года в Лейк-Плесиде | Австрия на олимпиаде 1980 года в Лейк-Плесиде | Австрия на олимпиаде 1980 года в Лейк-Плесиде | Австрия на олимпиаде 1980 года в Лейк-Плесиде | Австрия на олимпиаде 1980 года в Лейк-Плесиде |
| Медали                                        | Спортсмены                                    | Вид спорта                                    | Дисциплина                                    |                                               |
| --------------------------------------------- | --------------------------------------------- | --------------------------------------------- | --------------------------------------------- | --------------------------------------------- |
| Золото                                        | Тони Иннауэр                                  | Прыжки на лыжах с трамплина                   | мужчины                                       |                                               |
| Золото                                        | Аннемари Мозер-Прёль                          | Горнолыжный спорт                             | Скоростной спуск, женщины                     |                                               |
| Золото                                        | Леонард Сток                                  | Горнолыжный спорт                             | Скоростной спуск, мужчины                     |                                               |
| Серебро                                       | Хуберт Нойпер                                 | Прыжки на лыжах с трамплина                   | мужчины                                       |                                               |
| Серебро                                       | Петер Вирнсбергер                             | Горнолыжный спорт                             | Скоростной спуск, мужчины                     |                                               |
| Бронза                                        | Ханс Энн                                      | Горнолыжный спорт                             | Гигантский слалом, мужчины                    |                                               |
| Бронза                                        | Георг Флуккингер Карл Шротт                   | Санный спорт                                  | мужчины                                       |                                               |

## Состав и результаты олимпийской сборной Австрии

### Бобслей
Спортсменов — 8
Мужчины
| Соревнование | Спортсмены                                                        | 1 заезд   | 1 заезд | 2 заезд   | 2 заезд | 3 заезд   | 3 заезд | 4 заезд   | 4 заезд | Итоговый результат | Итоговое место |
| Соревнование | Спортсмены                                                        | Результат | Место   | Результат | Место   | Результат | Место   | Результат | Место   | Итоговый результат | Итоговое место |
| ------------ | ----------------------------------------------------------------- | --------- | ------- | --------- | ------- | --------- | ------- | --------- | ------- | ------------------ | -------------- |
| Двойки       | Фриц Шперлинг Курт Оберхёллер                                     | 1:03,58   | 10      | 1:03,64   | 8       | 1:03,13   | 7       | 1:03,23   | 6       | 4:13,58            | 7              |
| Двойки       | Франц Паульвебер Герд Цаунширм                                    | 1:03,52   | 8       | 1:03,67   | 9       | 1:03,01   | 6       | 1:03,70   | 9       | 4:13,90            | 9              |
| Четвёрки     | Фриц Шперлинг Хайнрих Бергмюллер Франц Реднак Бернхард Пуркрабек  | 1:00,75   | 4       | 1:00,77   | 4       | 1:00,41   | 6       | 1:00,69   | 5       | 4:02,62            | 4              |
| Четвёрки     | Вальтер делле Карт Франц Паульвебер Герд Цаунширм Курт Оберхёллер | 1:00,91   | 5       | 1:01,12   | 7       | 1:00,25   | 4       | 1:00,67   | 4       | 4:02,95            | 5              |